# Фарзой
Фарзой — царь сарматов, предположительно аорсов или(и) роксоланов. Возглавлял значительное сарматское объединение в Северном Причерноморье в 60-е — 70-е годы, контролировал город Ольвию.
В Ольвии чеканили монеты Фарзоя с легендой ΒΑΣΙΛΕΩΣ ΦΑΡΖΟΙΟΥ, портретом царя и его тамгой (личным знаком).
По вычислениям П. Н. Карышковского, Фарзой начал чеканить своё ещё не датированное им золото в середине, а может быть, и в конце 50-х годов, а завершил эту эмиссию двадцатилетием спустя в 70-е годы (не позднее 82 г.).
После Фарзоя царствовал Инисмей.
В настоящее время отвергается мнение, что в эпитафии в честь легата Мёзии Тиберия Плавтия Сильвана (69 г.) под «царём скифов» подразумевается Фарзой.